# Eugene Sledge
Eugene Bondurant Sledge (Mobile, 4 november 1923 - Montevallo, 3 maart 2001) was een Amerikaans marinier, professor en schrijver. Tijdens de Tweede Wereldoorlog vocht hij in de Grote Oceaan en Azië. Mede op basis van zijn memoires With the Old Breed werd de miniserie The Pacific gemaakt.

## Jeugd
Sledge groeide op in Georgia Cottage in Mobile, Alabama. Tijdens zijn jeugd liep hij acuut reuma op met daarbij een enkele jaren aanhoudende hartruis. Sledge rondde in mei 1942 zijn middelbare school aan de Murphy High School af.

## Tweede Wereldoorlog
Sledge meldde zich in december 1942 aan bij de United States Marine Corps. Als mortierman van King Company, 3rd Battalion, 5th Marines, 1st Marine Division nam hij deel aan de Slag om Peleliu en de Slag om Okinawa. Na de capitulatie van Japan in augustus 1945 bleef Sledge nog enige maanden in Oost-Azië als onderdeel van de Amerikaanse bezettingsmacht en hij was gestationeerd in Beijing. In februari 1946 werd Slegde ontslagen uit de Marine Corps met de rang van korporaal.

## Na de oorlog
In 1946 keerde hij terug naar Mobile. Sledge ging Biologie studeren aan de Auburn University (destijds Alabama Polytechnic Institute). Hij behaalde in 1949 zijn Bachelor of Science. Van 1970 tot 1990 was Sledge als professor werkzaam aan het Alabama College (nu University of Montevallo). Naar aanleiding van zijn ervaringen tijdens de Tweede Wereldoorlog schreef hij het boek With the Old Breed: at Peleliu and Okinawa (1981). Sledge overleed in 2001 aan maagkanker. Na zijn dood werd China Marine: An Infantryman's Life after World War II (2002) uitgebracht over zijn ervaringen in China en zijn terugkeer naar Mobile.

## The Pacific
In de miniserie The Pacific wordt het personage van Eugene Sledge vertolkt door acteur Joseph Mazzello.
- Bibsys: 10079545
- Bibliothèque nationale de France: cb177939561 (data)
- Catàleg d'autoritats de noms i títols de Catalunya: 981058511315506706
- CiNii: DA05295262
- Gemeinsame Normdatei: 1146098871
- International Standard Name Identifier: 0000 0001 2214 4097
- Library of Congress Control Number: n81078064
- Bibliotheek van het Japanse parlement: 00475212
- Nationale Bibliotheek van Tsjechië: xx0138978
- Nationale Bibliotheek van Israël: 987007604551005171
- Nederlandse Thesaurus van Auteursnamen: 185895743
- Réseau des bibliothèques de Suisse occidentale: 02-A023877590
- SNAC: w6544nc2
- Système universitaire de documentation: 148435424
- Virtual International Authority File: 111662621
- WorldCat: E39PBJhMpvXMTHKr77GMhcFqcP